# Cantone di Amilly
Il Cantone di Amilly era una divisione amministrativa dell'arrondissement di Montargis.
È stato soppresso a seguito della riforma complessiva dei cantoni del 2014, che è entrata in vigore con le elezioni dipartimentali del 2015.
Comprendeva i comuni di:
- Amilly
- Chevillon-sur-Huillard
- Conflans-sur-Loing
- Lombreuil
- Mormant-sur-Vernisson
- Saint-Maurice-sur-Fessard
- Solterre
- Villemandeur
- Vimory